# Bharatasoma eskovi
 (novembre 2023).
Genre
Espèce
Bharatasoma eskovi, unique représentant du genre Bharatasoma, est une espèce d'araignées aranéomorphes de la famille des Theridiosomatidae.

## Distribution
Cette espèce est endémique d'Himachal Pradesh en Inde,. Elle se rencontre vers Patlikuhal.

## Description
La femelle holotype mesure 2,75 mm.

## Systématique et taxinomie
Cette espèce a été décrite par Marusik en 2023.
Ce genre a été décrit par Marusik en 2023 dans les Theridiosomatidae.

## Étymologie
Cette espèce est nommée en l'honneur de Kirill Yuryevich Eskov. 

## Publication originale
- Marusik, 2023 : « A new genus of araneoid spiders (Aranei: Araneoidea) from northern India. » Far Eastern Entomologist, no 489, p. 1-7.